# موزخیکی
موزخیکی یا باناناکیو غذای میان‌وعده یا غذای خیابانی محبوب در فیلیپین است، که عمدتاً با ظاهر خیلی کوتاه و چاق شناخته می‌شود. مصرف این میوه در آسیای شرقی به شکل سرخ شده مانند سیب‌زمینی است.
این غذا با موز محلی نیمه رسیده، روغن و شکر قهوه ای تهیه می‌شود و دارای مزه شیرینی است.
نام این غذا باناناکیو (banana Q) از سه حرف آخر barbecue گرفته شده‌است و غذایی است محلی که معمولاً در فستیوال‌ها و مراسم در فیلیپین از آن استفاده می‌شود.